# Campionati mondiali di tiro con l'arco indoor 1993
I campionati mondiali di tiro con l'arco indoor 1993 sono la 2ª edizione della competizione. Si sono svolti a Perpignan, in Francia.

## Medagliere
| Pos.   | Nazione       | Oro | Argento | Bronzo | Totale |
| ------ | ------------- | --- | ------- | ------ | ------ |
| 1      | Stati Uniti   | 3   | 1       | 1      | 5      |
| 2      | Russia        | 1   | 0       | 0      | 1      |
| 3      | Taipei cinese | 0   | 1       | 0      | 1      |
| 3      | Danimarca     | 0   | 1       | 0      | 1      |
| 3      | Moldavia      | 0   | 1       | 0      | 1      |
| 6      | Bielorussia   | 0   | 0       | 2      | 2      |
| 7      | Francia       | 0   | 0       | 1      | 1      |
| Totale | Totale        | 4   | 4       | 4      | 16     |

## Podi

### Arco ricurvo
| Evento                | Oro                | Argento         | Bronzo              |
| Individuale maschile  | Gennady Mitrofanov | Tsung Wu        | Stanislav Zabrodsky |
| Individuale femminile | Jennifer O'Donnell | Natalia Valeeva | Olga Yakuocheva     |

### Arco compound
| Evento                | Oro           | Argento      | Bronzo         |
| Individuale maschile  | Kirk Ethridge | Paw Lassew   | Dee Wild       |
| Individuale femminile | Inga Low      | Glenda Doran | Hélène Joinier |